# Alpha Bâ
Alpha Bâ (1989) is een Senegalese voetballer. Hij begon zijn professionele carrière bij de Senegalese ploeg Union Sportive Ouakam, waar hij vijf jaar speelde en in enkele wedstrijden uitkwam. Op 3 januari 2011 werd hij getransfereerd naar KAA Gent. Op 14 mei 2011 maakte Alpha zijn debuut tegen KRC Genk. Hij speelde de volledige match.

Op het einde van het seizoen 2011-2012 werd Alpha zijn contract ontbonden.

| Competitie        | Wedstrijden | basisspeler | minuten | doelpunten |
| ----------------- | ----------- | ----------- | ------- | ---------- |
| Eliminatoires CAN | 1           | 0           | 68      | 0          |
| Ligue 1 Poule B   | 2           | 2           | 180     | 0          |
| Interland         | 1           | 1           | 90      | 0          |
| Totaal            | 4           | 3           | 338     | 1          |

| Seizoen                   | Club    | Land   | Competitie    | Wed. | Goals |
| ------------------------- | ------- | ------ | ------------- | ---- | ----- |
| 2010/11                   | AA Gent | België | Eerste Klasse | 2    | 0     |
| 2011/12                   | AA Gent | België | Eerste Klasse | 4    | 0     |
| Totaal                    | Totaal  | Totaal | Totaal        | 6    | 0     |
| Bijgewerkt tot 27-05-2012 |         |        |               |      |       |